# 4098 Thraen
4098 Thraen је астероид са средњом удаљеношћу од Сунца која износи 3,226 астрономских јединица (АЈ).
Апсолутна магнитуда астероида је 13,2.